# Hans Theo Siepe
Hans Theo Siepe (* 12. März 1947 in Birkenfeld) ist ein deutscher Romanist und Literaturwissenschaftler.

## Leben und Werk
Siepe besuchte bis 1966 das Regino-Gymnasium in Prüm. Er studierte Romanistik und Germanistik in Köln und Aix-en-Provence. Nach dem Staatsexamen übernahm er eine Assistentenstelle an der Universität Duisburg (bei Raimund Theis). Er promovierte 1976 (bei Harald Weinrich) und habilitierte sich 1983. Von 1984 bis 1996 war er Professor an der Universität Duisburg, von 1996 bis 2001 an der Johannes Gutenberg-Universität Mainz und von 2001 bis 2012 an der Heinrich-Heine-Universität Düsseldorf, HHU. Dort war er in der Nachfolge von Fritz Nies auch zuständig für den Diplomstudiengang "Literaturübersetzen" und den (später eingestellten) Stefan-George Preis für junge Literaturübersetzer aus dem Französischen. Von 2009 bis 2011 war er Dekan der Philosophischen Fakultät.
Neben wissenschaftlichen Publikationen und Texteditionen auch  Literaturkritik (in der Neuen Zürcher Zeitung) und Übersetzungen.

## Forschungsschwerpunkte
- Surrealismus und europäische Avantgarde
- Populäre Literatur
- Kulturbeziehungen
- Literaturübersetzung

## Publikationen
- Der Leser des Surrealismus. Untersuchungen zur Kommunikationsästhetik. Klett-Cotta, Stuttgart 1977 (französisch online 2010[1])
- Abenteuer und Geheimnis. Untersuchungen zu Strukturen und Mythen des Populärromans bei Gaston Leroux. Peter Lang, Bern 19

als Herausgeber
- Alain Robbe-Grillet: Le Rendez-vous. Diesterweg, Frankfurt 1984 (Textedition)
- (mit Raimund Theis) Le plaisir de l’intertexte. Formes et fonctions de l’intertextualité (roman populaire, surréalisme, André Gide, nouveau roman). Actes du colloque à l’Université de Duisburg. Peter Lang, Bern 1986, 1989
- George Sand: "Sie sind ja eine Fee, Madame". Märchen aus Schloss Nohant. Diederichs, Köln 1985, 1988 (kommentierte Textedition und Übersetzung)
- Surrealismus. 5 Erkundungen. Die blaue Eule, Essen 1987
- Grenzgänge. Kulturelle Begegnungen zwischen Deutschland und Frankreich. Die blaue Eule, Essen 1988
- (mit Friedhelm Kemp) Französische Dichtung, 3: Von Baudelaire bis Valéry. Beck, München 1990, 2001 (kommentierte zweisprachige Textedition und Übersetzung)
- (mit Raimund Theis) André Gide et l’Allemagne. Droste, Düsseldorf 1992
- (mit Hans-Jürgen Lüsebrink) Romanistische Komparatistik. Begegnungen der Texte. Literatur im Vergleich. Peter Lang, Bern 1993
- (mit Bernd Kortländer) Baudelaire und Deutschland – Deutschland und Baudelaire. Narr, Tübingen 2005
- (mit Wolfgang Asholt) Politique du Surréalisme. Surréalisme du Politique. Rodopi, Amsterdam 2007
- (mit Bernd Kortländer) Übersetzen im Vormärz. Aisthesis, Bielfeld 2008
- (mit Bernd Kortländer) Balzac und Deutschland. Deutschland und Balzac. Narr, Tübingen 2012

in Fachzeitschriften und Sammelwerken
- Aufsätze zu französischen, italienischen, portugiesischen und deutschen Literaturen und Kulturen
- „Romantik oder Romanistik?“. In: Klaus-Dieter Ertler (Hrsg.): Romanistik als Passion. Sternstunden der neueren Fachgeschichte. Bd. 4. LIT, Münster 2015, S. 353–362 (mit Bild)